# Еміль Пікар
Шарль Еміль Пікар (фр. Charles Emile Picard; фр. вимова: [ʃaʁl emil pikaʁ]; МФА: [ʃaʁl emil pikaʁ]; 24 липня 1856, Париж — 12 грудня 1941, там само) — французький математик.. Член Паризької академії наук з 1889 року. У 1910 році обраний президентом Паризької академії. З 1917 року — неодмінний секретар академічної Секції математичних наук. Він був в 1924 році обраний п'ятнадцятим членом, що займав крісло номер 1 у Французькій академії. Іноземний член-кореспондент Петербурзької академії наук (1895), почесний член Академії наук СРСР (1925). Член Лондонського Королівського товариства (1909). У 1908 році керував IV-м Міжнародним конгресом математиків в Римі, а в році 1920 — VI-м конгресом в Страсбурзі.
На його честь названо астероїд 29613 Шарльпікар.

## Біографія і наукова діяльність
Народився в Парижі, рано втратив батька при облозі Парижа під час франко-прусської війни (1870). У 1877 році закінчив паризьку Вищу нормальну школу, потім викладав у різних навчальних закладах, з 1881 року і до кінця життя — в Сорбонні. Звання професора Сорбонни отримав у серпні 1886 року і керував кафедрою (аналізу та алгебри) аж до своєї відставки у 1931 році.
У січні 1881 року одружився з Марі, дочкою свого вчителя Шарля Ерміта. Троє з п'яти їхніх дітей загинули під час Першої світової війни.
Математичні праці, підручники та багато популярних книг Пікара показують його надзвичайне коло інтересів, а також вражаючу майстерність математики того часу. Сучасні студенти комплексного аналізу, ймовірно, знайомі з двома теоремами його імені. Його менша теорема стверджує, що кожна ціла функція, що не тотожна константі, набуває усіх значень в комплексній площині, можливо, за винятком одного значення. Його велика теорема стверджує, що аналітична функція з істотною особливістю набуває усіх значень нескінченну кількість разів, можливо, за винятком одного значення, в будь-якому околі істотно особливої точки. Він відомий фундаментальними результатами в області математичного аналізу. Як і його сучасник, Анрі Пуанкаре, Пікар був дуже зосереджений на методиці викладання студентам математики та фізики. Його підручник з аналізу (Traite d'Analyse) довгий час вважався класичним.
Крім того, він вніс важливий внесок у теорію диференціальних рівнянь, включаючи роботу з Пікара-Вессо теорії, Пенлеве трансценденти і його введення групи Пікара — групи симетрії для лінійних диференціальних рівнянь. Також він вніс істотний внесок у теорію функцій і топологію, у зв'язку з його роботою з теорії функцій, він був одним з перших математиків, що використовували нові ідеї алгебраїчної топології. Його внесок в теорію груп стосується аналога теорії Галуа для лінійних диференціальних рівнянь. Частина його праць присвячені історії та філософії математики.
В додачу до його новаторської теоретичної роботи, Пікар також вніс важливий внесок в прикладну математику, його результати знайшли широке застосування в прикладних науках: теорія пружності, телеграфія та інші. Він автор одного з перших у світі навчальних посібників з теорії відносності і її додатків до астрономії (1922). Опублікував серію біографій багатьох видатних французьких математиків, в тому числі, свого вчителя і тестя Шарля Ерміта. Посмертно виданий збірник праць Пікара займає 4 томи.
У 1943 році його вдова вирішила створити «Фонд Еміля Пікара» з якого Паризька академія кожні шість років вручає медаль за математичні досягнення. Перша медаль була вручена в 1946 році Морісу Фреше.

## Праці (Бібліографія)
- Picard, Émile (1891-1896). Traité d'Analyse. Paris: Gauthier-Villars et fils. OCLC 530823.
- Picard, Émile (1905). La science Moderne et son état Actuel. Paris: E. Flammarion. OCLC 43307396.
- Picard, Émile (1922). La Théorie de la Relativité et ses Applications à l'astronomie. Paris: Gauthier-Villars. OCLC 1025334.
- Picard, Émile (1922). Discours et Mélanges. Paris: Gauthier-Villars. OCLC 4855336.
- Picard, Émile (1931). Éloges et Discours Académiques. Paris: s.n. OCLC 13473598.
- Picard, Émile (1978-1981). Œuvres de Ch.-É. Picard. Т. vol. I-IV. Paris: Centre National de la Recherche Scientifique. OCLC 4615520. {{cite book}}: |volume= має зайвий текст (довідка)